# Dyspetes areolatus
Dyspetes areolatus là một loài tò vò trong họ Ichneumonidae.